# Erastus Brigham Bigelow
Erastus Brigham Bigelow (2. april 1814—6. december 1879) var en amerikansk opfinder og fabrikant på tekstilindustriens område.
Bigelow var som forfatter forkæmper for toldbeskyttelsessystemet, som han gav et stærkt fremstød i Amerika, navnlig ved sit hovedværk The Tariff Question (1862).